# Банайтис, Юозас
Юозас Аугустинович Банайтис (лит. Juozas Banaitis, 1908—1967) — советский хозяйственный, государственный и политический деятель; литовский музыкант, литератор, деятель культуры.

## Биография
Родился в 1908 году в Эржвилкасе. Член КПСС.
В 1920—1928 годах учился в гимназии «Сауле» Юрбаркаса, играл в оркестре гимназии, пел в хоре, участвовал в драматической секции «Кружка культуры». В 1928—1932 годах учился на гуманитарном факультете каунасского Университета Витаутаса Великого .
В 1929—1932 годах изучал хоровое дирижирование у Никодемаса Мартинониса в Каунасской музыкальной школе. В 1936 году окончил Каунасскую консерваторию по классу виолончели у профессора Повиласа Беркавичюса . Во время учёбы с 1933 года играл в оркестре инвалидов Каунасского военного музея, преподавал музыку и пение в 3-й Каунасской гимназии. Здесь он сформировал школьный хор, который в 1936 году занял первое место на хоровом конкурсе первого района города Каунаса, а в 1938 году на Конкурсе хоров литовских старшеклассников — третье место.
Сотрудничал с альманахом „Granitas“, в газете „Lietuvos studentas“, в журналах „Aurora“, „Naujoji Romuva“, „Literatūra“, „Antifašistas“ и других. Он внес значительный вклад в подготовку учителей музыки и улучшение музыкального образования молодежи. В 1939 году посетил Францию, Швейцарию и Италию, где познакомился с состоянием музыкальной педагогики, слушал концерты на Люцернском фестивале. Вместе с Йонасом Швядасом он написал учебник «Музыка для старшей школы». Дирижёр фестиваля школьного хора в Каунасе.
В 1940—1941 годах — Председатель Радиокомитета Литовской ССР. Во время Второй мировой войны работал в Московском радиокомитете главным редактором литовских программ. В 1943—1944 годах — организатор и художественный руководитель государственных творческих коллективов ЛССР в РСФСР. В 1944—1953 гг. — начальник Управления по делам искусств ЛССР. В 1953—1958 гг. — заместитель министра культуры, в 1958—1967 гг. — министр культуры Литовской ССР.
Он внёс большой вклад в создание Вильнюсской консерватории и музыкальных школ, а также в развитие музыкальной культуры в Литве. Один из организаторов литовских республиканских песенных фестивалей. В 1958 году по его инициативе при филармонии создан Литовский эстрадный оркестр.
Избирался депутатом Верховного Совета Литовской ССР 1-3-го, 5-6-го созывов.
Автор книги „Tarybinė lietuvių muzika, 1940–1950“ (1950) и произведений художественной прозы, изданных вместе с публицистическими статьями в книге „Kelias į kalną“ (1970).
Умер в Вильнюсе в 1967 году.